# Îles du Ponant
Les Îles du Ponant és el nom d'una associació que reagrupa les quinze illes franceses del litoral del Canal de la Mànega i de l'oceà Atlàntic que responen a tres cfaracterístiques precises: 
- Tenir una població permanent.
- Tenir l'estatus de col·lectivitat local (en general el d'una comuna francesa (commune)).
- No estar unida al continent per un lloc fix (pont o ruta submergida).

## Les quinze îles du Ponant
| Llista |
| --- |
| (de nord a sud) 1. L'arxipèlag de Chausey, commune de Granville 2. L'illa de Bréhat, 3. L'île de Batz, 4. L'illa d'Ouessant, 5. L'île de Molène, 6. L'île de Sein, 7. L'arxipèlag dels Glénan, commune de Fouesnant 8. L'illa de Groix, 9. L'île d'Arz, 10. L'île aux Moines, 11. Belle-Île-en-Mer, 12. L'illa de Houat, 13. L'illa de Hoëdic, 14. L'île d'Yeu, 15. L'île d'Aix. |